# Scabiosa olgae
Scabiosa olgae là một loài thực vật có hoa trong họ Kim ngân. Loài này được Albov miêu tả khoa học đầu tiên..